# Discografia de Larissa Manoela
A discografia de Larissa Manoela, uma atriz e cantora brasileira, consiste em 3 álbuns de estúdios, 1 álbum ao vivo, 1 extended play, 12 singles (incluindo 1 como artista convidada) e 5 singles promocionais.
Com a entrada em Carrossel, Larissa emprestou sua voz para algumas músicas da novela. Logo depois participou de shows de final de ano da emissora junto com o elenco. Em 14 de outubro ela revelou que estaria em fase de produção seu primeiro álbum de estúdio em parceria com o produtor musical Arnaldo Saccomani. Manoela lançou seu álbum intitulado Com Você no dia 12 de agosto de 2014 pela gravadora Deckdisc. Foi liberado no canal oficial da gravadora o single promocional "Love Love". O primeiro single oficial foi "Fugir Agora" e o lyric vídeo. O clipe foi lançado dia 2 de setembro e já contém mais de 53 milhões de visualizações. Algumas músicas da própria foram incluídas na novela “Cumplices de um Resgate” onde protagonizou. Em 2016 em sua festa de aniversário foi lançado o clipe e a música "Hoje é Meu dia". O clipe e a música saiu oficialmente no Youtube no dia 03 de Fevereiro. O Clipe contém mais de 42 milhões de visualizações. No dia 4 de Junho de 2017 Larissa Manoela gravou seu primeiro DVD, o repertório incluí músicas do CD e músicas da novela “Cúmplices de um Resgate” onde cantava. Em 2019, foi lançado Desencosta e Hoje a Noite é Nossa. No mesmo ano foi lançado seu segundo álbum de estúdio, Além do Tempo.

## Álbuns

### Álbuns de estúdio
| Título                   | Detalhes                                                                                             |
| ------------------------ | --- |
| Com Você                 | - Lançamento: 12 de agosto de 2014 - Gravadora: Deckdisc - Formatos: Download digital, streaming, CD |
| Além do Tempo            | - Lançamento: 4 de outubro de 2019 - Gravadora: Deckdisc - Formatos: Download digital, streaming, CD |
| Larissa Manoela a Milhão | - Lançamento: 20 de maio de 2022 - Gravadora: Deckdisc - Formatos: Download digital, streaming       |

### Álbuns ao vivo
| Título          | Detalhes                                                                                                   |
| --------------- | --- |
| Up Tour Ao Vivo | - Lançamento: 24 de novembro de 2017 - Gravadora: Deckdisc - Formatos: Download digital, streaming, CD/DVD |

### EP
| Título                                                   | Detalhes                                                                                           |
| -------------------------------------------------------- | -------------------------------------------------------------------------------------------------- |
| Fala Sério, Mãe! (com Ingrid Guimarães e João Guilherme) | - Lançamento: 15 de dezembro de 2017 - Gravadora: Deckdisc - Formatos: Download digital, streaming |

## Singles

### Como artista principal
| Canção                                    | Ano  | Álbum                     |
| ----------------------------------------- | ---- | ------------------------- |
| "Fugir Agora"                             | 2014 | Com Você                  |
| "Hoje é Meu Dia"                          | 2016 | Adicionado à nenhum álbum |
| "Boy Chiclete"                            | 2017 | Up Tour Ao Vivo           |
| "Meu Pacto"                               | 2017 | Meus 15 Anos: O Filme     |
| "No Olhar" (solo ou part. Daniel Botelho) | 2017 | Meus 15 Anos: O Filme     |
| "Admirador Secreto"                       | 2017 | Up Tour Ao Vivo           |
| "Desencosta"                              | 2019 | Além do Tempo             |
| "Hoje a Noite é Nossa"                    | 2019 | Além do Tempo             |
| "Me Deixa a Milhão"                       | 2021 | Larissa Manoela a Milhão  |
| "Pagou de Superado"                       | 2021 | Larissa Manoela a Milhão  |
| "Tenho o Poder" (part. Zaac)              | 2022 | Larissa Manoela a Milhão  |

### Como artista convidada
| Canção                                     | Ano  | Álbum                                    |
| ------------------------------------------ | ---- | ---------------------------------------- |
| "Trem Bala" (Daniel part. Larissa Manoela) | 2019 | Show Homenagem a Nossa Senhora Aparecida |

### Singlespromocionais
| Canção | Ano  | Álbum                                    |
| --- | ---- | ---------------------------------------- |
| "Love Love" | 2013 | Com Você                                 |
| "Tá na Hora da Festa!" (MPN 2017 – Música Tema) | 2017 | Adicionado à nenhum álbum                |
| "Fala Sério Mãe!" (com Ingrid Guimarães) | 2017 | Fala Sério, Mãe!                         |
| "Maria, Maria" (Daniel part. Fabiana Moneró, Giulia Soncini, Guilherme Martinez, Lara Pimenta de Paula Camillo, Leo Cidade, Luiza Pimenta de Paula Camillo, Neto Junqueira, Yasmin Giacomini, Melisizwe Brothers e Larissa Manoela) | 2019 | Show Homenagem a Nossa Senhora Aparecida |
| "Thank U, Next" | 2020 | Adicionado à nenhum álbum                |

## Outras aparições
| Canção                                                           | Ano  | Álbum                   |
| ---------------------------------------------------------------- | ---- | ----------------------- |
| "Beijo, Beijinho e Beijão"                                       | 2012 | Carrossel               |
| "Bom Dia"                                                        | 2012 | Carrossel Vol. 2        |
| "Te Gosto Tanto"                                                 | 2013 | Chiquititas             |
| "Cúmplices de um Resgate" (com João Guilherme e Coro)            | 2016 | Cúmplices de um Resgate |
| "Superstar" (com Giovanna Chaves e Coro)                         | 2016 | Cúmplices de um Resgate |
| "Fugir Agora" (com João Guilherme)                               | 2016 | Cúmplices de um Resgate |
| "Minha Alegria é Viver"                                          | 2016 | Cúmplices de um Resgate |
| "Ela Quer Ser Alguém"                                            | 2016 | Cúmplices de um Resgate |
| "Juntos" (com Giovanna Chaves e Coro)                            | 2016 | Cúmplices de um Resgate |
| "Alcançar a Liberdade"                                           | 2016 | Cúmplices de um Resgate |
| "Contigo Sempre" (com Juliana Baroni)                            | 2016 | Cúmplices de um Resgate |
| "Meu Drama (Senhora Tentação)" (com Bel Moreira e Lawrran Couto) | 2018 | As Aventuras de Poliana |
| "A Voz do Sonho"                                                 | 2021 | Diários de Intercâmbio  |
| "Pedaço do Céu" (com Thati Lopes)                                | 2021 | Diários de Intercâmbio  |